# Prosta potęgowa

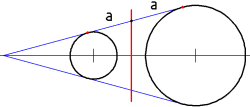
Prosta potęgowa (czerwona)

Prosta potęgowa lub oś potęgowa – miejsce geometryczne punktów mających równe potęgi względem danych dwóch okręgów; inaczej: miejsce geometryczne punktów, w których styczne do dwóch danych okręgów mają tę samą długość. Środkiem potęgowym nazywa się punkt przecięcia co najmniej dwóch osi potęgowych (wyznaczonych przez co najmniej trzy okręgi).
Osie potęgowe są użyteczne do dowodzenia współliniowości punktów: należy wtedy próbować dowieść, że każdy z punktów mających leżeć na jednej prostej ma wspólną potęgę względem dwóch okręgów, przez co muszą one leżeć na osi potęgowej tego okręgu. Podobnie można wykorzystać środek potęgowy do dowiedzenia współpękowości prostych – należy dowodzić, że każda z prostych jest prostą potęgową pary okręgów, dzięki czemu muszą one przeciąć się w środku potęgowym.

## Twierdzenie
Prosta potęgowa jest prostopadła do prostej przechodzącej przez środki okręgów.
Dowód
Niech {\displaystyle r_{1},} {\displaystyle r_{2},} {\displaystyle x,} oznaczają odpowiednio promienie okręgów oraz odległość między ich środkami.
Załóżmy, że dla pewnego punktu {\displaystyle P} leżącego na prostej {\displaystyle S_{1}S_{2}} zachodzi
{\displaystyle P(P,C_{1})=P(P,C_{2}),}
{\displaystyle |PS_{1}|^{2}-r_{1}^{2}=|PS_{2}|^{2}-r_{2}^{2}.}
Jeśli {\displaystyle x=0,} to {\displaystyle |PS_{1}|=|PS_{2}|} dla każdego {\displaystyle P,} więc w przypadku, gdy {\displaystyle r_{1}=r_{2}} potęga każdego punktu względem obu okręgów jest taka sama (okręgi pokrywają się). W przypadku różnych promieni równość {\displaystyle P(P,C_{1})=P(P,C_{2})} nie zachodzi dla żadnego punktu. W dalszych rozważaniach rozpatrujemy tylko {\displaystyle x>0.}
Rozpatrzmy następujące przypadki:
- {\displaystyle P} leży poza odcinkiem {\displaystyle S_{1}S_{2}} bliżej punktu {\displaystyle S_{1},} czyli {\displaystyle |PS_{2}|=|PS_{1}|+x.}

{\displaystyle |PS_{1}|^{2}-r_{1}^{2}=|PS_{2}|^{2}-r_{2}^{2}}
{\displaystyle |PS_{1}|^{2}-r_{1}^{2}=(|PS_{1}|+x)^{2}-r_{2}^{2}}
{\displaystyle |PS_{1}|^{2}-r_{1}^{2}=|PS_{1}|^{2}+x^{2}+2\cdot |PS_{1}|\cdot x-r_{2}^{2}}
{\displaystyle r_{2}^{2}-r_{1}^{2}-x^{2}=2\cdot |PS_{1}|\cdot x}
{\displaystyle |PS_{1}|={\frac {r_{2}^{2}-r_{1}^{2}}{2x}}-{\frac {x}{2}}}
- {\displaystyle P} leży na odcinku {\displaystyle S_{1}S_{2},} czyli {\displaystyle |PS_{2}|=x-|PS_{1}|.}

{\displaystyle |PS_{1}|^{2}-r_{1}^{2}=|PS_{2}|^{2}-r_{2}^{2}}
{\displaystyle |PS_{1}|^{2}-r_{1}^{2}=(x-|PS_{1}|)^{2}-r_{2}^{2}}
{\displaystyle |PS_{1}|^{2}-r_{1}^{2}=|PS_{1}|^{2}+x^{2}-2\cdot |PS_{1}|\cdot x-r_{2}^{2}}
{\displaystyle r_{2}^{2}-r_{1}^{2}-x^{2}=-2\cdot |PS_{1}|\cdot x}
{\displaystyle |PS_{1}|=-\left({\frac {r_{2}^{2}-r_{1}^{2}}{2x}}-{\frac {x}{2}}\right)}
- {\displaystyle P} leży poza odcinkiem {\displaystyle S_{1}S_{2}} bliżej punktu {\displaystyle S_{2},} czyli {\displaystyle |PS_{2}|=|PS_{1}|-x.}

{\displaystyle |PS_{1}|^{2}-r_{1}^{2}=|PS_{2}|^{2}-r_{2}^{2}}
{\displaystyle |PS_{1}|^{2}-r_{1}^{2}=(|PS_{1}|-x)^{2}-r_{2}^{2}}
{\displaystyle |PS_{1}|^{2}-r_{1}^{2}=|PS_{1}|^{2}+x^{2}-2\cdot |PS_{1}|\cdot x-r_{2}^{2}}
{\displaystyle r_{2}^{2}-r_{1}^{2}-x^{2}=-2\cdot |PS_{1}|\cdot x}
{\displaystyle |PS_{1}|=-\left({\frac {r_{2}^{2}-r_{1}^{2}}{2x}}-{\frac {x}{2}}\right)}
Zatem jeśli przyjmiemy zwrot zgodny z wektorem {\displaystyle {\vec {S_{2}S_{1}}}} za dodatni, to {\displaystyle {\vec {PS_{1}}}={\frac {r_{2}^{2}-r_{1}^{2}}{2x}}-{\frac {x}{2}}.} Wektor {\displaystyle {\vec {PS_{1}}}} jednoznacznie wyznacza punkt {\displaystyle P.}
Zatem na prostej {\displaystyle S_{1}S_{2}} jest dokładnie jeden taki punkt {\displaystyle P,} że jego potęga względem obu okręgów jest taka sama. Weźmy pewien punkt {\displaystyle P'} leżący na prostopadłej do {\displaystyle S_{1}S_{2}} przechodzącej przez {\displaystyle P.} Pokażemy, że potęga punktu {\displaystyle P'} jest taka sama dla obu okręgów.
Potęga {\displaystyle P} jest taka sama względem obu okręgów, więc:
{\displaystyle P(P,C_{1})=P(P,C_{2}),}
{\displaystyle |PS_{1}|^{2}-r_{1}^{2}=|PS_{2}|^{2}-r_{2}^{2},}
{\displaystyle |PS_{1}|^{2}+|P'P|^{2}-r_{1}^{2}=|PS_{2}|^{2}+|P'P|^{2}-r_{2}^{2}.}
Z twierdzenia Pitagorasa mamy, że
{\displaystyle |PS_{1}|^{2}+|P'P|^{2}=|P'S_{1}|^{2}} oraz {\displaystyle |PS_{2}|^{2}+|P'P|^{2}=|P'S_{2}|^{2},}
więc
{\displaystyle |P'S_{1}|^{2}-r_{1}^{2}=|P'S_{2}|^{2}-r_{2}^{2},}
{\displaystyle P(P',C_{1})=P(P',C_{2}),}
czyli dla dowolnego punktu {\displaystyle P'} leżącego na prostej prostopadłej do {\displaystyle S_{1}S_{2}} przechodzącej przez punkt {\displaystyle P} potęga względem obu okręgów jest taka sama.
Załóżmy, że pewien punkt {\displaystyle R} leży poza prostą potęgową i {\displaystyle P(R,C_{1})=P(R,C_{2}).} Niech {\displaystyle R'} będzie jego rzutem prostokątnym na prostą łączącą środki okręgów
{\displaystyle |R'S_{1}|^{2}+|R'R|^{2}-r_{1}^{2}=|R'S_{2}|^{2}+|R'R|^{2}-r_{2}^{2},}
{\displaystyle |R'S_{1}|^{2}-r_{1}^{2}=|R'S_{2}|^{2}-r_{2}^{2},}
{\displaystyle P(R',C_{1})=P(R',C_{2}).}
Zatem na prostej {\displaystyle S_{1}S_{2}} są dwa różne punkty, których potęga względem obu okręgów jest taka sama – {\displaystyle P} oraz {\displaystyle R',} co nie jest możliwe. Zatem wszystkie punkty o tej samej potędze względem dwóch okręgów leżą na prostej potęgowej.

## Właściwości
- Gdy dwa okręgi są styczne, to ich prosta potęgowa jest ich wspólną styczną przechodzącą przez ich punkt styczności[2].

Dowód. Potęga punktu styczności P względem obu okręgów jest równa 0, więc punkt ten należy do prostej potęgowej. Wspólna styczna do obu okręgów w punkcie P jest prostopadła do prostej przechodzącej przez ich środki, a zatem pokrywa się z ich prostą potęgową.
- Gdy okręgi przecinają się w dwóch punktach, to potęgowa przechodzi przez ich punkty przecięcia[2].

Dowód. Potęgi punktów przecięcia (jako punktów leżących na okręgach) są równe 0 względem obu okręgów, więc leżą na prostej potęgowej.
- Gdy okręgi nie przecinają się, to prosta potęgowa tych okręgów jest prostą prostopadłą do prostej przechodzącej przez ich środki przechodzącą przez środek odcinka wspólnej stycznej tych okręgów łączącego jej punkty styczności z tymi okręgami.
- Dla trzech okręgów o środkach niewspółliniowych trzy proste potęgowe (dla trzech par okręgów) tych okręgów przecinają się w jednym punkcie, którego potęgi względem wszystkich trzech okręgów są równe[2].

Dowód. Potęga punktu {\displaystyle T} przecięcia prostej potęgowej okręgów {\displaystyle C_{1}} i {\displaystyle C_{2}} z prostą potęgową okręgów {\displaystyle C_{1}} i {\displaystyle C_{3}} jest taka sama względem okręgów {\displaystyle C_{1}} i {\displaystyle C_{2}} oraz względem okręgów {\displaystyle C_{1}} i {\displaystyle C_{3},} więc jest taka sama względem {\displaystyle C_{2}} i {\displaystyle C_{3}.} Zatem potęgowa {\displaystyle C_{2}} i {\displaystyle C_{3}} również przechodzi przez punkt {\displaystyle T.}
- Dla trzech okręgów o środkach współliniowych proste potęgowe par tych okręgów są do siebie równoległe (bo wszystkie one są prostopadłe do prostej na której leżą środki okręgów).